# Агус Сухартоно
Агус Сухартоно (индон. Agus Suhartono, ˈaɡʊs suharˈtono, род. 25 августа 1955) — индонезийский военный деятель, адмирал. Главнокомандующий Национальной армией Индонезии (2010—2013), начальник штаба Военно-морских сил Индонезии (2009—2010).

## Биография
Родился 25 августа 1955 года в восточнояванском городе Блитар в семье государственных служащих Мангундипуры (индон. Mangundipura) и Масием (индон. Masiyem). Был одним из десяти детей в семье. Учился в начальной школе SDN Sukorejo 2 Blitar, средней школе SMP Negeri 1 Blitar и старшей школе SMA Negeri 1 Blitar, завершив среднее образование в 1974 году. После этого он, идя по стопам старшего брата, поступил в Военно-морскую академию, которую окончил в 1978 году.
9 ноября 2009 года он был назначен начальником штаба ВМС Индонезии, а 28 сентября 2010 года стал главнокомандующим Национальной армией Индонезии, сменив на этом посту Джоко Сантосо. Чахьо Кумоло, генеральный секретарь оппозиционной на тот момент Демократической партии борьбы Индонезии и лидер её фракции в Совете народных представителей, приветствовал назначение Агуса Сухартоно на высший командный пост, заявив, что «он достоин большего, чем должность начальника штаба».
Став главнокомандующим, заявил, что будет работать над повышением профессионализма армии, проведением военной реформы и модернизацией парка военной техники. Кроме того, он пообещал запретить лицам, состоящим на службе в армии, заниматься бизнесом, а также укреплять сотрудничество армии и полиции в борьбе с терроризмом.
30 августа 2013 года снят с поста главнокомандующего, его преемником стал Мулдоко.

## Семья
Женат на Тетти Сугиарти (индон. Tetty Sugiarti), в их семье трое детей.